# Eugénie Cotton

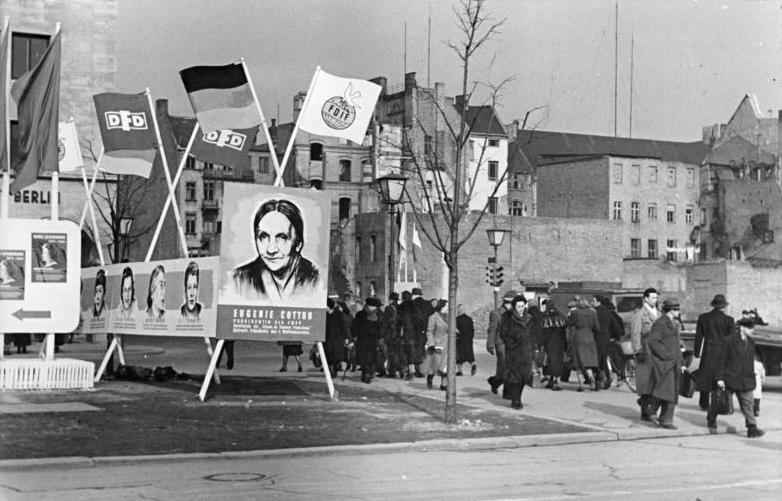
Portret van dr. Eugénie Cotton op een manifestatie in Oost-Berlijn.

Eugénie Cotton (Soubise, 13 oktober 1881 – Sèvres, 16 juni 1967) was een Franse wetenschapster (natuurkundige) en internationaal strijdster voor vrouwenrechten.
Cotton werd geboren als Eugénie Feytis. Ze volgde in Niort het lyceum en studeerde in Parijs natuurkunde bij Marie Curie. In 1904 werd ze toegelaten als lerares op middelbare scholen. Ze werkte in Poitiers als lerares. In 1913 trouwde ze met de wetenschapper Aime Cotton. Na de geboorte van haar drie kinderen promoveerde ze in 1925 en daarna was ze directrice van het Franse Nationale Centrum voor Wetenschappelijk Onderzoek. Zij was betrokken bij de hulp aan Duitse en Spaanse vluchtelingen die aan de regeringen van Hitler en Franco waren ontkomen. De Vichy-regering stuurde de zeer linkse dr. Cotton in 1941 met vervroegd pensioen. Haar man werd tweemaal door de Gestapo gearresteerd.
Eugénie Cotton was geen lid van de communistische partij maar wordt een "fellow-traveller", een compagnon de route genoemd. Zij was lid van het bestuur van de volgende progressieve organisaties, de Unie van Franse Vrouwen (l'Union des Femmes françaises) waarvan zij in 1944 tot de initiatiefneemsters behoorde, de Internationale Democratische Federatie van Vrouwen (Federation Democratique Internationale des Femmes) waarvan zij in 1945 medeoprichtster was en ook het voorzitterschap op zich nam. Tot aan haar dood behield zij deze positie in deze bond die sterk communistisch georiënteerd was. Ze werd vice-voorzitster van de Wereldvredesraad (Conseil Mondial de la Paix), een door de communisten gemanipuleerde en gefinancierde organisatie die de Komintern doctrine volgde dat Amerika en haar bondgenoten per definitie oorlogszuchtig waren en dat de Sovjet-Unie en haar bondgenoten oer definitie vredelievend waren. Dr Cotton was ook bestuurslid van de Vereniging Vriendschap Frankrijk-Sovjet-Unie ("Association d'Amitié France URSS") en het Frédéric et Joliot Curiecomité ("Comité Frédéric et Joliot Curie"). Eugenie Cotton was Ridder in het Legioen van Eer.
In 1951 ontving ze de van haar inzet voor de rechten van vrouwen de Internationale Stalinprijs voor het versterken van de vrede tussen de volkeren.

## Trivia
- In 1985 werd een inslagkrater op de planeet Venus naar haar vernoemd.
- In Parijs zijn een school, het "Lycee Eugenie Cotton"[6] en een straat, de Rue Eugénie Cotton, beide in het 19e arrondissement naar haar genoemd.